# Stacyville (Maine)
Stacyville – miasto w Stanach Zjednoczonych, w stanie Maine, w hrabstwie Penobscot.